# Langenstein (Gemeinde Langenstein)
Langenstein ist ein Ort am Mühlviertler Donauufer im Linzer Becken in Oberösterreich wie auch Ortschaft der Gemeinde Langenstein im Bezirk Perg.
Nicht Langenstein, sondern Gusen ist der Gemeindehauptort.

## Geographie
Das Dorf Langenstein  befindet sich knapp 16 Kilometer südöstlich des Stadtzentrums von Linz, 12 Kilometer westlich von Perg. Es liegt etwa 1½ Kilometer oberhalb der Gusen-Mündung, gut 1 Kilometer ab von der Donau, am Fuß des Frankenbergs auf um die 250 m ü. A. Höhe.
Die Ortschaft Langenstein umfasst gut 260 Gebäude mit etwa 1200 Einwohnern.
Zum Ortschaftsgebiet gehört auch das Dorf Wienergraben flussabwärts und die Ruine Spielberg in der Schlossau.
Der Ort liegt an der Donau Straße (B3), dort wo die L569 Pleschinger Straße, die alte Donauuferstraße (Hauderer-Straße) nach Linz, abzweigt.

### Nachbarorte und -ortschaften
|                                       | Hart (O Frankenberg, Gem. Langenstein u. Ried i. d. R.) |                                               |
| Gusen (O)                             | Kompassrose, die auf Nachbargemeinden zeigt             | Wienergraben (Gem. Langenstein u. Mauthausen) |
| Kronau (O, Gem. Enns, Bez. Linz-Land) | Donau Enghagen (O, Gem. Enns, Bez. Linz-Land)           | Ennshafen (O, Gem. Enns, Bez. Linz-Land)      |

## Geschichte, Infrastruktur und Sehenswürdigkeiten
Urkundlich erscheint 1159 Spileberch, vielleicht von den Herren von Perg und Machland gebaut erbaut, und 1192 Steine, vielleicht noch als Flurname, sowie um 1220/30 im Urbar Herzog Leopold VI. von Österreich und Steiermark De urbor Stein et Gusen. Erste explizite Nennungen des Ortes ist Villa Stayn 1270.
Die 1353 urkundliche Maut zu Stein steht wohl im Zusammenhang mit dem benachbarten Mauthausen. Der Ort gehörte zur Herrschaft Spielberg, mit diesem später zur Verwaltung der Herrschaft Steyregg, und gehört bis heute zur Pfarre St. Georgen.
Noch im Franziszäischen Kataster (um 1830) erscheint der Ort direkt am Donauufer gelegen, Spielberg ist eine Insel im verzweigten Strom. Erst durch die Donauregulierungen des 19. Jahrhunderts verlandete das Nordufer. Der Langensteiner Altarm ist als Naturdenkmal Schustergraben erklärt (NDM566; Straßenname Am Graben). Die Schlossau mit der Ruine Spielberg kam erst bei einer Grenzbereinigung per 1. Jänner 1997 von der Stadtgemeinde Enns an Langenstein.
Die heutige B3–L569 ist die alte Hauderer-Straße des Donaunordufers.
Nordwestlich des Orts befinden sich bedeutende Granitsteinbrüche (Dirnbergerbruch in Gusen, heute Poschacher). Dort wurde 1938 das KZ Gusen, eine Erweiterung des KZs Mauthausen, angelegt (Lager I), das sich bis oberhalb Langestein erstreckte. Teile dieser Anlage stehen heute unter Denkmalschutz.
Eine eigenständige Entwicklung nimmt der Ort, noch bis in das frühere 20. Jahrhundert ein kleines Straßendorf mit um die 30 Häusern, seit den Nachkriegsjahren. 1965–68 wurde eine Volksschule gegründet (VS Langenstein). 1979 wurde am Haus auch eine Allgemeine Sonderschule mit Schwerstbehindertenklassen angesiedelt (ASO Langenstein), das seit 1994 als Sonderpädagogisches Zentrum für den Bezirk geführt (PZ Perg).
| EHzgt. Österr. | EHzgt. Österr. | EHzgt. Österr. | Bld. Oberösterreich (Rep. Österr.) | Bld. Oberösterreich (Rep. Österr.) | Bld. Oberösterreich (Rep. Österr.) | Bld. Oberösterreich (Rep. Österr.) | Bld. Oberösterreich (Rep. Österr.) | Bld. Oberösterreich (Rep. Österr.) | Bld. Oberösterreich (Rep. Österr.) |
| 1539           | 1583           | 1610           | 1951                               | 1961                               | 1971                               | 1981                               | 1991                               | 2001                               | 2011                               |
| –              | –              | –              | 514                                | 569                                | 608                                | 701                                | 943                                | 1296                               | 1211                               |
| 23             | 29             | 29             | 69                                 | 83                                 | 102                                | 129                                | 193                                | 263                                |                                    |